# GS Iraklis
GS Iraklis (grekiska Γυμναστικός Σύλλογος Ηρακλής,  är en multisportklubb från Thessaloniki, Grekland. Klubben grundades 1908 och har haft sitt nuvarande namn, taget efter den grekiska hjälten Herakles, sedan 1909.
Klubben hade från starten en fotbollssektion. Denna är sedan 2011 en separat klubb, Iraklis Thessaloniki FC. Andra lagsektioner som nått betydande framgångar är volleybollsektionen, grundad 1921 och basketsektionen, Iraklis BC, grundad 1924 samt rugby union-sektionen, grundad 2005. Herrvolleybollaget har blivit grekiska mästare fem gånger och tre gånger nått final i CEV Champions League. Dambasketlaget har blivit grekiska mästare tre gånger (1968, 1971, 1972), medan herrbasketlaget blivit grekiska mästare två gånger (1928, 1935). Laget blev grekiska mästare i rugby union 2013. Klubben har också varit framgångsrik i friidrott och fäktning.